# Journey's End (film 1918)
Journey's End è un film muto del 1918 diretto da Travers Vale. Prodotto e distribuito dalla World Film, aveva come interpreti Ethel Clayton, John Bowers, Muriel Ostriche, Jack Drumier, Louise Vale, Frank Mayo. È ritenuto un film perduto.

## Trama
Aline Marsde scopre che Phil, suo marito, amoreggia con Bernice De Armond, attrice di rivista. Sostenuta dallo zio Pop, costringe allora il marito a firmare un contratto che darà a ciascuno dei due la completa libertà coniugale per tre mesi. Aline si reca poi a Palm Beach, in Florida, in compagnia di sua sorella Jess e dello zio Pop. Phil, invece, resta a Nord con Bernice. In Florida, Aline rivede Wayne Annis, un vecchio amico di college del marito, e si mette a flirtare con lui. Quando Phil, ormai stanco di Bernice, raggiunge la moglie in Florida, l'accoglienza che riceve da Aline risulta molto fredda. Intanto Wess ha accettato di aiutare Pop che vuole fare tornare la concordia tra i due coniugi. Così, benché sia in realtà innamorato di Jess, Wayne finge di essere molto interessato ad Aline, suscitando in questo modo la gelosia di Phil, cosa che, nei piani di Pop, dovrebbe riavvicinare marito e moglie. Ma a Wayne il gioco riesce talmente bene che il suo vecchio compagno di università finisce quasi per sparargli. Gli equivoci però vengono chiariti, i due sposi ritrovano l'armonia perduta e Wayne può ora dedicarsi liberamente all'amata Jess.

## Produzione
Il film, girato in esterni in gran parte in Florida, fu prodotto dalla World Film.

## Distribuzione
Il copyright del film, richiesto dalla World Film Corp., fu registrato il 20 aprile 1918 con il numero LU12314.
Distribuito dalla World Film, il film uscì nelle sale cinematografiche statunitensi il 13 maggio 1918.
Non si conoscono copie ancora esistenti della pellicola che viene considerata presumibilmente perduta.